# Kristian Sbaragli
Kristian Sbaragli (Empoli, 8 maggio 1990) è un ciclista su strada italiano che corre per il team Solution Tech Vini Fantini. Professionista dal 2013, ha vinto una tappa alla Vuelta a España 2015.

## Carriera
Debutta tra i dilettanti Under-23 nel 2009 con il Team Hopplà di Riccardo Forconi. Nel 2012, alla quarta stagione tra i dilettanti Elite/Under-23, conquista due importanti trofei riservati alla categoria, il Trofeo Edil C e il Trofeo Gianfranco Bianchin (per soli Under-23); nello stesso anno si classifica secondo al Gran Premio Pretola e al Piccolo Giro dell'Emilia, e terzo al Giro delle Fiandre Under-23 e nella prova in linea Under-23 dei campionati nazionali in Valsugana.
Passa professionista all'inizio della stagione 2013 con la formazione sudafricana MTN-Qhubeka. Dopo aver corso la Milano-Sanremo, ottiene il primo successo da professionista nel mese di giugno, imponendosi in volata nella prima tappa del Tour de Korea. Torna alla vittoria nel 2015 conquistando una tappa alla Vuelta a España.

## Palmarès
- 2008 (Juniores)

Trofeo Buffoni
- 2009 (Hopplà-Seano-Bellissima Under-23, una vittoria)

Trofeo Città di Lastra a Signa
- 2010 (Team Hopplà-Magis-Mavo Under-23, due vittorie)

Gran Premio Firenze-Empoli
Coppa del Grano Under-21
- 2011 (Hopplà-Truck Italia-Mavo-Valdarno Under-23, una vittoria)

Piccola Sanremo
- 2012 (Team Hopplà/Simaf Carrier-Wega-Truck Italia-Valdarno Under-23, due vittorie)

Trofeo Edil C
Trofeo Gianfranco Bianchin
- 2013 (MTN-Qhubeka, una vittoria)

1ª tappa Tour de Korea (Cheonan > Muju)
- 2015 (MTN-Qhubeka, una vittoria)

10ª tappa Vuelta a España (Valencia > Castellón de la Plana)

### Altri successi
- 2013

5ª tappa Tour de Korea (Chungju, cronosquadre)

## Piazzamenti

### Grandi Giri
- Giro d'Italia

2016: 93º
2017: 101º
2018: 111º
2019: 77º
2023: 84º
- Tour de France

2021: 106º
2022: 70º
- Vuelta a España

2014: 104º
2015: 105º
2016: 82º

### Classiche monumento
- Milano-Sanremo

2013: 53º
2014: 50º
2015: 71º
2017: 32º
2018: 69º
2019: 69º
2020: 27º
2021: 61º
2022: 39º
2023: 103º
2024: 84º
2025: 138º
- Liegi-Bastogne-Liegi

2020: 34º
2021: 51º
2022: 47º
- Giro di Lombardia

2016: ritirato
2019: 39º
2020: 34º
2021: 47º
2022: 89º
2023: 88º

### Competizioni mondiali
Campionati del mondo
Città del Capo 2008 - In linea Juniores: 11°
Toscana 2013 - Cronosquadre: 26°
Glasgow 2023 - In linea Elite: 34°

### Competizioni europei
Campionati europei
Verbania 2008 - In linea Juniores: 11°